# مايك ميرسير
مايك ميرسير (29 سبتمبر 1986 في الولايات المتحدة - ) (بالإنجليزية: Mike Mercer)‏ هو لاعب كرة سلة أمريكي في مركز مدافع مسدد الهدف. لعب مع هاليفاكس رينمين.

## وصلات خارجية
- مايك ميرسير على موقع كلية كرة السلة في سبورتس رفرنس.كوم (الإنجليزية)
- مايك ميرسير على موقع بروبوليرز (الإنجليزية)